# Чжан, Мэттью
Мэттью Чжан (англ. Matthew Zhang) — американский актёр и комик. Известен по роли Оливера из телесериала Дэна Шнайдера, «Опасный Генри» и по озвучиванию Кратза из мультсериала «Харви Бикс».

## Биография
Мэттью Чжан родился 16 июня 2002 года в городе Янгстаун, штат Огайо, США. Семья Мэттью родом из Южного Китая; они эмигрировали в Америку и открыли медицинскую практику в Северной Калифорнии. Мэттью переехал в Лос-Анджелес, чтобы достичь своей мечты стать голливудским актером. В Голливуде он выступал в различных рекламных роликах, а позже начал появляться в короткометражках и в сериалах. Сейчас играет роль Оливера в телесериале «Опасный Генри» и озвучивает Кратза в мультсериале «Харви Бикс».

### Личная жизнь
Мэттью имеет старшего брата, Майкла, который как и он является актёром.

## Фильмография
| Годы         | Название           | Роль               | Примечания          |
| ------------ | ------------------ | ------------------ | ------------------- |
| 2012         | Весёлые дни        | Участник вечеринки | 1 эпизод            |
| 2012         | Freelance Henchmen | 1 сын Хенчмана     | короткометражка     |
| 2013         | Mojave '43         | Джеймс             | короткометражка     |
| 2013         | Плохие слова       | Браден Афтегуд     |                     |
| 2013—2014    | Вернуться в игру   | Донг Джинг         | второстепенная роль |
| 2014         | Маленькая проблема | Доджер             |                     |
| 2014—2015    | Необычные цели     | Молодой Ли         | 2 эпизода           |
| 2014 — н. в. | Опасный Генри      | Оливер             | второстепенная роль |
| 2015—2017    | Харви Бикс         | Кратц              | озвучивание         |